# Stanislava Lekešová
Stanislava Lekešová (29. května 1956 Praha – 26. prosince 2019) byla česká televizní hlasatelka, moderátorka a konferenciérka.

## Životopis
Vystudovala práva na Právnické fakultě Univerzity Karlovy, která zakončila ziskem akademického titulu doktorky práv. Když po absolvování vysoké školy pro ni jako zaměstnankyně pracovala, objevila inzerát, jenž hledal televizní hlasatelky. Jejich úkolem bylo během televizního vysílání ohlásit následující pořad a případně jej i krátce popisem divákům přiblížit. Na inzerát se Lekešová přihlásila, absolvovala konkurz, na jehož základě byla vybrána mezi televizní hlasatelky. Prvně v televizním vysílání vystoupila 15. října 1985 během dopoledního bloku vysílání pro mateřské školy. Uváděla tehdy pořad Zadními vrátky do zoologické zahrady za zvířátky. V zaměstnání hlasatelky nakonec vydržela do roku 1998, dle jiných zdrojů o rok déle. Počínaje rokem 1998 uváděla v České televizi pořad Sama doma.
Vedle televizního působení moderovala rovněž rozhlasové pořady, a to jak v komerčních rozhlasových stanicích, tak také ve veřejnoprávním Českém rozhlase. Působila v rádiu City, pak spolu s dalšími někdejšími televizními hlasatelkami Hanou Heřmánkovou, Marií Tomsovou, Marií Retkovou a Milenou Vostřákovu provázela posluchače pořadem Dámský klub vysílaném stanicí Frekvence 1. Roku 2011 přešla do Českého rozhlasu, kde na stanici Dvojka vysílala pořady Host do domu, Sobotní Dobré ráno s Dvojkou, Je jaká je nebo Blízká setkání. U rozhlasu oceňovala jeho nezávislost na vzezření moderátora, který se tak nemusí starat, zda je vhodně módně upraven či nikoliv.
Byla vdaná a z manželství vzešly dvě děti, syn Filip a dcera Kristina.